# The Jump
The Jump is een Nederlands televisieprogramma dat uitgezonden wordt door RTL 4 en online te bekijken is via streamingdienst Videoland. De presentatie van het programma is in handen van Marieke Elsinga.

## Format
In het eerste seizoen ontvangt presentatrice Marieke Elsinga iedere ronde vijf kandidaten in de studio. Aan het begin van een ronde wordt bepaald wie de controller wordt, hij/zij beslist welke kandidaat begint met spelen en wie daarna door mag als diegene afvalt. De controller kan ook bepalen om zelf te spelen. Als deze afvalt wordt dan een nieuwe controller gekozen. Elke ronde bestaat uit tien rijen van valluiken met daarop stellingen over de meest uiteenlopende onderwerpen. De kandidaten moeten kiezen welke juist is. Springen ze op het juist luik dan blijven ze in het spel. Is de stelling onjuist dan vallen ze door het luik en liggen ze uit het spel. De winnaar maakt kans op een geldbedrag ter waarde van 50.000 euro.
In het tweede seizoen ontvangt Marieke Elsinga iedere ronde twee teams van drie kandidaten die tegen elkaar spelen. Er wordt geen controller gekozen, maar er wordt voorafgaand aan de opnames getost wie er mag beginnen. De winnaar van deze toss mag kiezen of hij/zij zelf begint of het andere team laat beginnen. De regels zijn hetzelfde als in het andere seizoen, maar als een teamlid een fout maakt en naar beneden valt, mag een lid van het andere team een poging wagen. Het team dat het einde haalt, mag de finale spelen voor een geldbedrag van 50.000 euro. Na deze finale of als alle spelers van beide teams voor de finale gevallen zijn en de finale dus niet is gehaald, begint een nieuwe ronde met twee nieuwe teams.

## Seizoensoverzicht
| Seizoen | Uitzenduren                | Aantal afleveringen | Start seizoen   | Start seizoen | Einde seizoen   | Einde seizoen | Gemiddelde kijkcijfers |
| Seizoen | Uitzenduren                | Aantal afleveringen | Datum           | Kijkcijfers   | Datum           | Kijkcijfers   | Gemiddelde kijkcijfers |
| ------- | -------------------------- | ------------------- | --------------- | ------------- | --------------- | ------------- | ---------------------- |
| 1       | Zaterdag 21:30 – 22:30 uur | 8                   | 21 oktober 2023 | 1.191.000     | 9 december 2023 | 796.000       | 813.625                |
| 2 A     | Zondag 20:00 – 21:00 uur   | 6                   | 5 januari 2025  | 923.000       | 9 februari 2025 | 894.000       | 881.500                |
| 2 B     | Zaterdag 21:35 – 22:55 uur | 2                   | 29 maart 2025   | 666.000       | 5 april 2025    | 678.000       | 672.000                |

## Achtergrond
Het programma wordt geproduceerd door Talpa Studios voor RTL 4, dit is pas het tweede nieuwe programma dat door het bedrijf verkocht werd aan RTL 4 in plaats van aan SBS6, nadat Talpa Network in handen kwam van John de Mol in 2017. Het programma is gebaseerd op het vijfde spel uit de populaire Netflix-serie Squid Game, waarbij mensen over een glazen brug moesten lopen waarbij ze telkens uit twee tegels konden kiezen. De ene tegel hield ze en de andere tegel brak, zodat ze in de afgrond konden vallen. De eerste aflevering van het programma werd uitgezonden op zaterdagavond 21 oktober 2023 en werd bekeken door 888.000 lineaire kijkers.
In het najaar van 2024 maakte RTL bekend te werken aan een tweede seizoen van het programma. Het tweede seizoen ging vervolgens op 5 januari 2025 van start en werd ditmaal op de zondagavond uitgezonden. De laatste twee afleveringen van dit seizoen werden op 29 maart en 5 april uitgezonden. Deze twee afleveringen werden niet op zondag, maar op zaterdag uitgezonden.